# НХЛ у сезоні 1955—1956
НХЛ у сезоні 1955/1956 — 39-й регулярний чемпіонат НХЛ. Сезон стартував 6 жовтня 1955. Закінчився фінальним матчем Кубка Стенлі 10 квітня 1956 між Монреаль Канадієнс та Детройт Ред-Вінгс перемогою «Канадієнс» 3:1 в матчі та 4:1 в серії. Це восьма перемога в Кубку Стенлі Монреаля.

## Матч усіх зірок НХЛ
9-й матч усіх зірок НХЛ пройшов 2 жовтня 1955 року в Детройті: Детройт Ред-Вінгс — Усі Зірки 3:1 (0:0, 2:0, 1:1).

## Підсумкова турнірна таблиця
| # | Команда            | І  | В  | П  | Н  | ШЗ  | ШП  | Очки |
| - | ------------------ | -- | -- | -- | -- | --- | --- | ---- |
| 1 | Монреаль Канадієнс | 70 | 45 | 15 | 10 | 222 | 131 | 100  |
| 2 | Детройт Ред-Вінгс  | 70 | 30 | 24 | 16 | 183 | 148 | 76   |
| 3 | Нью-Йорк Рейнджерс | 70 | 32 | 28 | 10 | 204 | 203 | 74   |
| 4 | Торонто Мейпл-Ліфс | 70 | 24 | 33 | 13 | 153 | 181 | 61   |
| 5 | Бостон Брюїнс      | 70 | 23 | 34 | 13 | 147 | 185 | 59   |
| 6 | Чикаго Блек Гокс   | 70 | 19 | 39 | 12 | 155 | 216 | 50   |

## Найкращі бомбардири
| Гравець      | Команда            | І  | Г  | П  | О  | ШХ  |
| ------------ | ------------------ | -- | -- | -- | -- | --- |
| Жан Беліво   | Монреаль Канадієнс | 70 | 47 | 41 | 88 | 143 |
| Горді Хоу    | Детройт Ред-Вінгс  | 70 | 38 | 41 | 79 | 100 |
| Моріс Рішар  | Монреаль Канадієнс | 70 | 38 | 33 | 71 | 89  |
| Берт Олмстед | Монреаль Канадієнс | 70 | 14 | 56 | 70 | 94  |
| Тод Слоан    | Торонто Мейпл-Ліфс | 70 | 37 | 29 | 66 | 100 |
| Енді Бетгейт | Нью-Йорк Рейнджерс | 70 | 19 | 47 | 66 | 59  |

## Плей-оф

### Півфінали
| - 20 березня. Нью-Йорк Рейнджерс - Монреаль 1:7 - 22 березня. Нью-Йорк Рейнджерс - Монреаль 4:2 - 24 березня. Монреаль - Нью-Йорк Рейнджерс 3:1 - 25 березня. Монреаль - Нью-Йорк Рейнджерс 5:3 - 27 березня. Нью-Йорк Рейнджерс - Монреаль 0:7 Серія: Монреаль - Нью-Йорк Рейнджерс 4-1 | - 20 березня. Торонто - Детройт 2:3 - 22 березня. Торонто - Детройт 1:3 - 24 березня. Детройт - Торонто 5:4 ОТ - 27 березня. Детройт - Торонто 0:2 - 29 березня. Торонто - Детройт 1:3 Серія: Торонто - Детройт 1-4 |

### Фінал
- 31 березня. Детройт - Монреаль 4:6
- 3 квітня. Детройт - Монреаль 1:5
- 5 квітня. Монреаль - Детройт 1:3
- 8 квітня. Монреаль - Детройт 3:0
- 10 квітня. Детройт - Монреаль 1:3

Серія: Монреаль - Детройт 4-1

## Призи та нагороди сезону
| Нагороди                 | Гравець    | Команда            |
| ------------------------ | ---------- | ------------------ |
| Пам'ятний трофей Колдера | Гленн Голл | Детройт Ред-Вінгс  |
| Трофей Арта Росса        | Жан Беліво | Монреаль Канадієнс |
| Пам'ятний трофей Гарта   | Жан Беліво | Монреаль Канадієнс |
| Приз Джеймса Норріса     | Дуг Гарві  | Монреаль Канадієнс |
| Приз Леді Бінг           | Ерл Рейбел | Детройт Ред-Вінгс  |
| Трофей Везини            | Жак Плант  | Монреаль Канадієнс |

| Нагорода               | Клуб               |
| ---------------------- | ------------------ |
| Приз принца Уельського | Монреаль Канадієнс |
| Кубок Стенлі           | Монреаль Канадієнс |

## Команда всіх зірок
| Перша команда                   | Позиція              | Друга команда                    |
| ------------------------------- | -------------------- | -------------------------------- |
| Жак Плант, Монреаль Канадієнс   | Воротар              | Гленн Голл, Детройт Ред-Вінгс    |
| Дуг Гарві, Монреаль Канадієнс   | Захисник             | Ред Келлі, Детройт Ред-Вінгс     |
| Білл Гедсбі, Нью-Йорк Рейнджерс | Захисник             | Том Джонсон, Монреаль Канадієнс  |
| Жан Беліво, Монреаль Канадієнс  | Центральний нападник | Тод Слоан, Торонто Мейпл-Ліфс    |
| Моріс Рішар, Монреаль Канадієнс | Правий нападник      | Горді Хоу, Детройт Ред-Вінгс     |
| Тед Ліндсей, Детройт Ред-Вінгс  | Лівий нападник       | Берт Олмстед, Монреаль Канадієнс |